# Gorham (Kansas)
Gorham è un comune degli Stati Uniti d'America, situato nello Stato del Kansas, nella contea di Russell.